# O Conde de Chanteleine
Le Comte de Chanteleine é um romance histórico de Júlio Verne publicado em 1864 na revista Musée des familles. Júlio Verne tentou republicá-lo em 1879, mas foi recebido com a recusa do editor Hetzel. É o único romance de Júlio Verne ambientado em sua província natal, a Bretanha. A ação ocorre entre Nantes e Douarnenez, de 14 de março de 1793 a 27 de julho (9 Termidor. O autor mostra-se claramente favorável aos insurgentes monarquistas (o primeiro capítulo intitula-se Dez meses de uma guerra heróica) e multiplica as notações hostis à repressão republicana, desde aquele dia, Quimper foi entregue para a arbitrariedade dos Republicanos e do Município..
Este livro seria livremente inspirado por um personagem real, Pierre-Suzanne Lucas de La Championnière, um dos tenentes de Charette durante as guerras de Vendée O fato é que Júlio Verne frequentemente encontrava os filhos de Lucas-Championnière na casa de seu tio Prudente, em Brains (Loire-Atlantique) perto de Nantes, e que pôde ler o manuscrito de suas Memórias da Guerra da Vendeia muito antes de sua publicação em 1904.

## Enredo
O conde Humbert de Chanteleine luta durante a guerra de Vendée com seu servo Kernan contra as tropas revolucionárias dos jacobinos. Durante a luta, ele descobre que seu ex-servo infiel, Karval (que havia roubado sua propriedade), tornara-se um fervoroso seguidor da Revolução.
Na ausência do conde, Karval ataca o castelo de Chanteleine de surpresa, afogando-o em um banho de sangue. Com os camponeses do castelo, ele quer executar a condessa e sua filha Marie. O cavaleiro Henri de Trégolan vai ao castelo para salvar sua irmã, mas faz isso tarde demais. Tudo o que ele pode fazer é salvar Marie das mãos dos jacobinos.
Com Kernan e Henri, Marie foge para uma vila de pescadores. Condes católicos concordam em assumir o papel de sacerdote e dar apoio moral às pessoas. Mas o traidor Karval não dá paz. Ele chega inesperadamente à cerimônia de casamento entre Marie e Henri, fazendo prisioneiros. O leal Kernan luta com Karval e eventualmente consegue matá-lo.
Com o fim do reinado dos jacobinos, o Conde de Chanteleine escapa da guilhotina.

## Temas abordados
- As guerras de Vendée durante a Revolução Francesa e os horrores de uma guerra civil.
- O papel da nobreza, o empenho dos camponeses e o rigor da repressão republicana.
- O destino dramático dos sacerdotes que prestaram juramento à constituição civil do clero (como o personagem de Yvenat, que foi salvo do afogamento pelo monarquista Kernan).

## Personagens
- Conde Humbert de Chanteleine.
- Condessa de Chanteleine.
- Marie de Chanteleine.
- Abbé Fermont, capelão dos Chanteleines.
- Guermeur e Julien, delegados do Comitê de Segurança Pública.
- Karval, ladrão doméstico que se tornou oficial republicano (“um bretão, mas um bretão que havia viajado, visto o país e, sem dúvida, os maus exemplos”).
- Kernan, camponês monarquista.
- O companheiro Locmaillé.
- Mutius Scévola, estalajadeiro.
- Henri de Trégolan.
- Yvenat, padre constitucional.

## Edições
Publicado como um folhetim em 1864, Júlio Verne queria que seu romance fosse reimpresso em 1879, mas seu editor, Pierre-Jules Hetzel, recusou por razões que não especificou. Além do fato de que este romance histórico não estar no estilo usual de Júlio Verne, é possível que Hetzel, um republicano convicto, não queira publicar uma obra que contradiga os ideais em que acredita (um nobre bretão que luta contra a Revolução Francesa com honra e dignidade). Ainda assim, como resultado, o romance sempre foi muito difícil de encontrar. Também foi preciso esperar até 1971 para sua primeira publicação em volume, nas Éditions Rencontre, >, e até 1994, para que fosse impresso sozinho.
- A Assombrosa Aventura da Missão Barsac / O Conde de Chanteleine, edições Rencontres.[6]
- Um bilhete de loteria / O conde de Chanteleine: episódio da revolução / Uma fantasia do doutor Ox; “[editores franceses unidos|edições Messidor/Tempos atuais”], 1981, 406 p.ISBN 2- 201 -01556-2[7].
- O Conde de Chanteleine, edições Joca Seria, 1994, 127 p., prefácio de Luce Courville, posfácio de Claudine Sainlot.
- O Conde de Chanteleine Episódio da Revolução, edições Joca Seria, 2005.
- O Conde de Chanteleine: um episódio da Revolução, dodo press editions, 2009ISBN 1409954242[8].
- O conde de Chanteleine, edições Magellan et Cie, 2018, 154 p. prefácio de Michel Canévet, ISBN 978-2-35074-528-2.